# آنا كوفاتش
أنا كوفاتش (بالمجرية: Kovács Anna)‏ مواليد 24 أكتوبر 1991 في المجر، هي لاعبة كرة يد مجرية. مثلت منتخب المجر لكرة اليد للسيدات وشاركت معه في بطولة أمم أوروبا في 2011.

## روابط خارجية
- آنا كوفاتش على موقع الاتحاد الأوروبي لكرة اليد (الإنجليزية)